# Epania finitima
Epania finitima là một loài bọ cánh cứng trong họ Cerambycidae.